# Домиция Лепида Младшая
Доми́ция Лепи́да Мла́дшая (лат. Domitia Lepida Minor), часто — просто Лепи́да (ок. 10 до н. э. — 54) — дочь Луция Домиция Агенобарба (консула 16 года до н. э.) и Антонии Старшей, мать Мессалины.

## Происхождение
Домиция Лепида была третьим ребёнком в семье Луция Домиция Агенобарба, консула 16 до н. э., и Антонии Старшей. Оба родителя Домиции происходили из плебейских родов. Луций Домиций — из древнего рода Домициев Агенобарбов, чьи отпрыски занимали в Риме высшие должности на протяжении нескольких столетий.Антония Старшая, была дочерью Марка Антония от сестры Октавиана Августа, Октавии Младшей.
Когномен Лепида имеет своё происхождение от матери Луция Домиция, Эмилии Лепиды.
Кроме неё в семье было ещё двое детей — Домиция Лепида Старшая, позже дважды выходившая замуж и Гней Домиций, отец Нерона.
Согласно Тациту, Лепида была невысоких моральных принципов. Молва приписывала ей кровосмесительную связь с братом — Гнеем Домицием Агенобарбом.

## Жизнеописание

### Первый брак
Первым её мужем стал Марк Валерий Мессала Барбат, ставший консулом в 20 году. Он был выходцем из древнего патрицианского рода Валериев Мессал. По материнской линии супруги были двоюродными братом и сестрой. Матерью Марка Валерия была Клавдия Марцелла Младшая, дочь Октавии Младшей от первого брака с Гаем Клавдием Марцеллом. Октавия же родила и Антонию Старшую, после того, как была выдана Октавианом за Марка Антония в 40 до н. э.
Марк Валерий был сыном Марка Валерия Мессалы Барбата Аппиана, консула 12 до н. э., урождённого Гая Клавдия Пульхра, усыновлённого в род Валериев Мессал. В пользу этой теории говорит так же то, что у отца Валерия была родная сестра, носившая имя Клавдия Пульхра, поскольку была рождена до усыновления Гая Клавдия.
Пара поженилась ок. 15 года, довольно в позднем для римлян возрасте. В браке у них была только одна дочь — знаменитая Валерия Мессалина, ставшая женой императора Клавдия (ок. 19).
В 20 году Марк Валерий неожиданно скончался.

### Второй брак
Вторым её мужем был Фавст Корнелий Сулла Лукулл, сын Луция Корнелия Суллы Фавста, консул-суффект 31 года. Он был праправнуком диктатора Луция Корнелия Суллы. Матерью его была Эмилия Лепида, дальняя родственница бабки Домиции.
Они поженились в 21, а в 22 родился их сын, Фавст Корнелий Сулла Феликс, ставший консулом в 52 году. Около 40 года Фавст Корнелий Сулла Лукулл скончался по неизвестной причине. В это же время на воспитание Домиции отдают малолетнего Луция Домиция Агенобарба, будущего императора Нерона, чья мать, Агриппина Младшая, была сослана, а отец скончался.

### Третий брак
В 41 году Домиция вновь выходит замуж. На этот раз за консуляра Гая Аппия Юния Силана (консула 28 года). Брак был заключён по указу императора Клавдия. Однако продлилась их совместная жизнь совсем недолго. Через год Гай Аппий был казнён Клавдием по навету Мессалины, которая боялась, что он мог быть приближен императором как возможный наследник власти.

### Домиция и Мессалина
После смерти Силана Домиция жила одна в Риме. Она была достаточно богата — имела поместья в Калабрии, поместье в Фунди (совр. Фонди, Италия), а также зернохранилища в Путеолах, где хранились государственные запасы зерна, привозимые из Египта перед отправкой в Рим.
В 48 году, после провала заговора Мессалины против Клавдия, Мессалину на несколько дней поместили в сады Лукулла, под надзор Домиции.
Домиция никогда не одобряла стиль жизни Мессалины, однако не отказалась быть со своей дочерью в её последние минуты. Они вместе даже подготовили прошение к Кладвию о помиловании, однако оно не возымело никакого действия. Мессалина была сломлена и всё время плакала, только теперь осознав, в какое положение она сама себя поставила.
Свидетелями смерти Мессалины были трое — посланник императора, один из его вольноотпущенников и её мать. Когда императорский легат и вольноотпущенник появились, Лепида сказала дочери: «Твоя жизнь кончена. Всё что осталось — сделать её конец достойным».
Мессалине было предложено самой наложить на себя руки, однако она не смогла этого сделать, и тогда легат заколол её кинжалом. При этом взятый в свидетели вольноотпущенник всё время оскорблял её. Тело Мессалины было оставлено матери.

### Последние годы
После смерти Мессалины Домиция продолжала жить в Риме. Однако новая жена императора Клавдия, Агриппина, не забыла интриг Мессалины. Агриппина подозревала, что Домиция пыталась своими интригами настроить Нерона против матери, чтобы отомстить за дочь. В начале 50-х годов она обвиняет Лепиду в чёрной магии, наведении порчи, а также в том, что её рабы в Калабрии, ею подстрекаемые, объединились в банды и покушаются на государство.
В 54 году Домиция Лепида была признана виновной и казнена.